# Marcela Armas
Marcela Armas (Durango, México, 1976) es una artista mexicana que se caracteriza por el uso de recursos interdisciplinarios, multimedia, el video, performance e instalación. 

## Biografía
Armas vivió durante ocho años en Guanajuato y once en la Ciudad de México, donde comenzó a explorar los vínculos entre arte, ciencia y tecnología.  La mayor parte de su producción artística ha sido en el área del arte interactivo. 
Actualmente vive en  San Miguel de Allende, Guanajuato.  

### Formación académica
Estudió un par de años la carrera de Arquitectura en Durango, misma que abandonó para entonces inscribirse a la licenciatura de Artes Plásticas de la Universidad de Guanajuato de donde es egresada. Siendo aún estudiante formó parte de un grupo heterogéneo y multidisciplinario denominado "Los Ejecutistas", quienes se reunían periódicamente a discutir cuestiones relativas a la creación artística y llevaron a cabo algunas acciones en los espacios públicos de la ciudad de Guanajuato.
Este grupo realizó algunos proyectos con el Laboratorio de Música Experimental de la Universidad de Guanajuato y participó en distintas ediciones de “El Festival del Ruido”, coordinado por dicho laboratorio sonoro. La participación de "Los Ejecutistas" en este encuentro consistía en la propuesta de acciones performáticas que acompañaban distintas piezas a ser presentadas en el Teatro Principal de la ciudad de Guanajuato. Aún en la vida estudiantil y como parte de un intercambio académico, Marcela Armas asistió a varios cursos de arte, vídeo y performance en la Facultad de Bellas Artes de la Universidad Politécnica de Valencia, España.

## Becas y reconocimientos
• Premio ARTFest 05, World Trade Center, Ciudad de México. (2005).
• Programa de apoyo a la producción e investigación en arte y medios (2006/7).
• Subvención para Jóvenes Creadores del Fondo Nacional para la Cultura y las Artes (2006/7).
• Beneficiaria del Programa de Apoyo a la Producción e Investigación en Arte y Medios (2006/7), Centro Multimedia, CENART y el programa de estímulo para la Creación y el Desarrollo Artístico de Durango (2007/8) .
• Programa de Estímulo de Creación y Desarrollo Artístico de Durango (2007/9).
• El Premio ARCO / BEEP de Arte Electrónico en la Feria Arco Madrid (2012).

## Producción artística
El acercamiento de Marcela Armas al mundo del arte se inició durante sus estudios universitarios y los vínculos que se tejieron desde allí con una comunidad artística local cada vez más amplia la cual se incrementó durante el periodo que vivió en la Ciudad de México. Armas se ha interesado por explorar el fenómeno de la energía y los dispositivos que la producen o la captan a partir de las nociones del gasto y el desperdicio como partes estructurales de la sociedad contemporánea y como agentes constitutivos del entorno urbano. Su trabajo se ha desarrollado mediante intervenciones urbanas, acciones sonoras, instalaciones y con la creación de máquinas como dispositivos artísticos.
Su inspiración viene directamente del trabajo creativo para así involucrarse en la solución de ideas concretas, como la realización de dispositivos, instalaciones, o procedimientos de trabajo, relacionados con un problema específico o basados en el estudio de fenómenos o situaciones para reflexionar sobre temas específicos como la Tierra, la ciudadanía, crecimiento y residuos, energía, fronteras, educación, minería, entre otros.
Ha sido influenciada por prácticas artísticas que exploran el aspecto tecnológico de la sociedad, expandiéndose en el campo del arte sonoro que ha crecido exponencialmente en México en los últimos años.
Su primera obra en la que hace uso de tecnología fue Epicentro Sonoro (2006). Una intervención para un sitio específico en el Festival de Arte Sonoro en Ex Teresa Arte Actual en la Ciudad de México. La intervención exploró el ruido urbano generado por las máquinas de combustión interna que circulan por la ciudad y las posibilidades de reconfiguración y saturación del paisaje urbano mediante el uso de múltiples bocinas de automóviles conectadas a una interfaz de activación e improvisación.
Vortice (2013) es una de las obras más importantes de la artista que involucra tecnología.
La obra es una revisión del orden industrial que define la naturaleza material del libro de texto oficial y gratuito en México. Se basa en la transformación de los libros en piezas mecánicas para construir un mecanismo como metáfora de la maquinaria del sistema de educación pública estatal. Un video documental muestra el proceso de producción del libro, que identifica las etapas y el origen del papel 100% reciclado, cuyos orígenes son archivos muertos de secretarías y agencias gubernamentales. El libro es un receptáculo de la burocracia, pero también de la vida social contenida en los archivos destruidos.
Ha trabajado durante más de 10 años en el ámbito del arte lo que le ha permitido articular disciplinas, técnicas, procesos de trabajo e investigación para abordar preocupaciones de la sociedad con la materia, la energía, el espacio, el tiempo y la construcción de la historia. Su trabajo ha sido exhibido en México, Norteamérica, América del Sur, Europa y la India.
Su actividad profesional se orienta hacia la relación del arte con la ciencia, la tecnología, la alquimia, la curación, la espiritualidad, la comunidad y la crianza. Se preocupa principalmente por la recuperación y la validación de saberes ancestrales y comunitarios. Actualmente se está centrando en investigar el vínculo de la materia con la tecnología. También trabaja sobre las propiedades magnéticas de minerales y sus posibilidades para almacenar información a través del sonido como medio de interpretación e inducción. Su trabajo ensambla tecnologías, diálogos transmedia y procesos de comunidad examina sobre la relación que tiene la sociedad con la materia, la energía, el espacio, el tiempo y la construcción de la historia.

### Colectivo TRiodO
Marcela Armas conforma con Gilberto Esparza e Iván Puig el Colectivo TRiodO dentro del cual exploran temas políticos así como las implicaciones sociales del uso de la tecnología en disciplinas donde el arte converge como la ecología, la biología y la sociología.
Marcela Armas expone en su proyecto “Exhaust” la relación del uso de energéticos de origen fósil en la conformación del espacio urbano, a partir de su  presencia en el entorno, de los residuos de combustión que permanecen como una memoria dispersa de la actividad urbana. Su proyecto se basa en la construcción de una serie de envoltorios de plástico con diferentes formas y capacidades. Los envoltorios funcionan como contenedores del residuo gaseoso arrojado por el escape de diversos vehículos de combustión interna encendidos. Esta obra señala la relación estrecha y recíproca de estas máquinas y la ciudad, para visibilizar su potencial como contaminantes del espacio.
Gilberto Esparza presenta “Plantas Nómadas”, este proyecto consiste en un ecosistema contenido en un robot biotecnológico conformado por plantas y microorganismos viviendo simbióticamente dentro del cuerpo de la máquina. Este organismo vive cerca de los ríos contaminados por los desechos de la urbe, se desplaza para encontrar el agua residual y la procesa para poder transformar nutrientes en energía, cumpliendo así sus ciclos vitales.
Iván Puig con “Lider de Opinión” es un estudio sobre los medios de comunicación masiva, particularmente los noticieros televisados y su repercusión en la conformación de la opinión pública. Se basa en una investigación sobre el empleo de la imagen como herramienta para validar un discurso. Un noticiero conformado de varias secuencias, dando noticias diametralmente opuestas, usando las mismas imágenes para ilustrarlas.

### Colaboraciones
Marcela Armas trabaja en conjunto con Gilberto Esparza e Iván Puig como parte del colectivo TRioDo y dirige el proyecto curatorial de arte sonoro Meditatio Sonus en colaboración con Arcángelo Constantini. También colabora con otros  artistas, investigadores, científicos e inventores como Ariel Guzik, Shaday Larios, Santiago Itzcóatl, Colectivo Bios ExMachina, María Elena Álvarez-Buylla. Recientemente desarrolló el proyecto de espacio público IMPLANTE para la Bienal de las Américas, un proyecto que vinculó dos ciudades: Denver y Ciudad de México, en colaboración con Casa del Lago y el Instituto de Geología de la UNAM.

## Exhibiciones

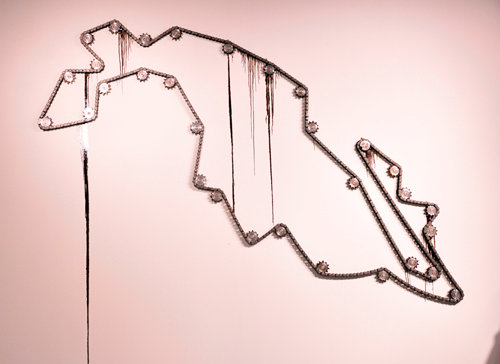
Muestra de la pieza "I Machinarius" presentada en la exhibición colectiva Contra Flujo: Independence and Revolution organizada por The Stanlee and Gerald Rubin Center for the Visual Arts de la Universidad de Texas en El Paso en 2010.

• El grupo de "Los Ejecutistas", del cual ella formó parte, realizó algunos proyectos con el Laboratorio de Música Experimental de la Universidad de Guanajuato y participó en diferentes ediciones del "Festival del Ruido", coordinado por dicho laboratorio de sonido. Esta participación consistió en la propuesta de acciones performativas que acompañaron diferentes piezas para ser presentadas en el teatro principal de la ciudad de Guanajuato.

### 2015
2015 Biennial of the Americas - Curaduría y dirección artística: Lauren Wright. Denver, EUA. Participó con el proyecto de intervención titulado Implante y comisionado por la misma bienal.

### 2012
• Participó en la XI Bienal de La Habana: prácticas artísticas e imaginarios sociales con una instalación en la casa-museo del pintor Oswaldo Guayasamín.

### 2011
Resistiendo el presente - México 2000-2012. Museo de Arte Moderno de la Ciudad de París, marzo de 2012. Museo Amparo, Puebla. Octubre 2011.
Impresionante - Bruissin Fort en Francheville. Lyon, Francia.
Disponible: Una especie de espectáculo mexicano - Escuela del Museo de Bellas Artes de Boston. 13 de septiembre - 19 de noviembre de 2011.
De Bridges & Borders - Fronteras en mutación. Curador: Sigismond de Vajay. Centro Cultural de España en Buenos Aires.

### 2010
Entre Mundos - ArtBO, 2010. Curada por María Lovino. Bogotá Colombia.
Constant, New Babylon - Curada por Guillermo Santamarina. Museo de Arte Zapopan. Jalisco México.
Contra Flujo: Independence and Revolution - Curada por Kerry Doyle y Karla Jasso. Stanlee y Gerald Rubin Centeo para las Artes Visuales en la Universidad de Texas en El Paso.
Propiedades teatrales - Marcela Armas, Michel de Broin, Daniel Canogar, Jean Shin. Bitforms Gallery. Nueva York.

### 2009
Los Impolíticos. Palacio de las Artes de Nápoles. Nápoles, Italia. - Participó con la pieza Estanque (2006)

### 2008
(SINERGIA) - Instalación. Curadora de Karla Jasso. Laboratorio de Arte Alameda. Ciudad de México.
• Su trabajo ha sido mostrado en México, América del Norte, América del Sur, Europa, Rusia e India.

## Publicaciones en las que ha aparecido
Undermining: A Wild Ride Through Land Use, Politics, and Art in the Changing West - Lucy R. Lippard, New Press, NY, 2014.
Contra Flujo: Independence and Revolution - Catálogo de la exhibición con el mismo título. EUA, 2010.
Marcela Armas: implantes migratorios: Un experimento que produce estética, Siglo Nuevo, 2018.